# Мат двумя слонами
Мат одинокому королю двумя слонами в шахматах ставится в углу доски не позже 18-го хода из любого начального положения совместными действиями короля и обоих слонов.

## Условия для мата
|   | a | b | c | d | e | f | g | h |   |
| - | --- | --- | --- | --- | --- | --- | --- | --- | - |
| 8 | a8 чёрный круг · b8 чёрный круг · g8 чёрный круг · h8 чёрный круг · a7 чёрный круг · c7 чёрный крест · f7 чёрный крест · h7 чёрный круг · b6 чёрный крест · g6 чёрный крест · b3 чёрный крест · g3 чёрный крест · a2 чёрный круг · c2 чёрный крест · f2 чёрный крест · h2 чёрный круг · a1 чёрный круг · b1 чёрный круг · g1 чёрный круг · h1 чёрный круг | a8 чёрный круг · b8 чёрный круг · g8 чёрный круг · h8 чёрный круг · a7 чёрный круг · c7 чёрный крест · f7 чёрный крест · h7 чёрный круг · b6 чёрный крест · g6 чёрный крест · b3 чёрный крест · g3 чёрный крест · a2 чёрный круг · c2 чёрный крест · f2 чёрный крест · h2 чёрный круг · a1 чёрный круг · b1 чёрный круг · g1 чёрный круг · h1 чёрный круг | a8 чёрный круг · b8 чёрный круг · g8 чёрный круг · h8 чёрный круг · a7 чёрный круг · c7 чёрный крест · f7 чёрный крест · h7 чёрный круг · b6 чёрный крест · g6 чёрный крест · b3 чёрный крест · g3 чёрный крест · a2 чёрный круг · c2 чёрный крест · f2 чёрный крест · h2 чёрный круг · a1 чёрный круг · b1 чёрный круг · g1 чёрный круг · h1 чёрный круг | a8 чёрный круг · b8 чёрный круг · g8 чёрный круг · h8 чёрный круг · a7 чёрный круг · c7 чёрный крест · f7 чёрный крест · h7 чёрный круг · b6 чёрный крест · g6 чёрный крест · b3 чёрный крест · g3 чёрный крест · a2 чёрный круг · c2 чёрный крест · f2 чёрный крест · h2 чёрный круг · a1 чёрный круг · b1 чёрный круг · g1 чёрный круг · h1 чёрный круг | a8 чёрный круг · b8 чёрный круг · g8 чёрный круг · h8 чёрный круг · a7 чёрный круг · c7 чёрный крест · f7 чёрный крест · h7 чёрный круг · b6 чёрный крест · g6 чёрный крест · b3 чёрный крест · g3 чёрный крест · a2 чёрный круг · c2 чёрный крест · f2 чёрный крест · h2 чёрный круг · a1 чёрный круг · b1 чёрный круг · g1 чёрный круг · h1 чёрный круг | a8 чёрный круг · b8 чёрный круг · g8 чёрный круг · h8 чёрный круг · a7 чёрный круг · c7 чёрный крест · f7 чёрный крест · h7 чёрный круг · b6 чёрный крест · g6 чёрный крест · b3 чёрный крест · g3 чёрный крест · a2 чёрный круг · c2 чёрный крест · f2 чёрный крест · h2 чёрный круг · a1 чёрный круг · b1 чёрный круг · g1 чёрный круг · h1 чёрный круг | a8 чёрный круг · b8 чёрный круг · g8 чёрный круг · h8 чёрный круг · a7 чёрный круг · c7 чёрный крест · f7 чёрный крест · h7 чёрный круг · b6 чёрный крест · g6 чёрный крест · b3 чёрный крест · g3 чёрный крест · a2 чёрный круг · c2 чёрный крест · f2 чёрный крест · h2 чёрный круг · a1 чёрный круг · b1 чёрный круг · g1 чёрный круг · h1 чёрный круг | a8 чёрный круг · b8 чёрный круг · g8 чёрный круг · h8 чёрный круг · a7 чёрный круг · c7 чёрный крест · f7 чёрный крест · h7 чёрный круг · b6 чёрный крест · g6 чёрный крест · b3 чёрный крест · g3 чёрный крест · a2 чёрный круг · c2 чёрный крест · f2 чёрный крест · h2 чёрный круг · a1 чёрный круг · b1 чёрный круг · g1 чёрный круг · h1 чёрный круг | 8 |
| 7 | a8 чёрный круг · b8 чёрный круг · g8 чёрный круг · h8 чёрный круг · a7 чёрный круг · c7 чёрный крест · f7 чёрный крест · h7 чёрный круг · b6 чёрный крест · g6 чёрный крест · b3 чёрный крест · g3 чёрный крест · a2 чёрный круг · c2 чёрный крест · f2 чёрный крест · h2 чёрный круг · a1 чёрный круг · b1 чёрный круг · g1 чёрный круг · h1 чёрный круг | a8 чёрный круг · b8 чёрный круг · g8 чёрный круг · h8 чёрный круг · a7 чёрный круг · c7 чёрный крест · f7 чёрный крест · h7 чёрный круг · b6 чёрный крест · g6 чёрный крест · b3 чёрный крест · g3 чёрный крест · a2 чёрный круг · c2 чёрный крест · f2 чёрный крест · h2 чёрный круг · a1 чёрный круг · b1 чёрный круг · g1 чёрный круг · h1 чёрный круг | a8 чёрный круг · b8 чёрный круг · g8 чёрный круг · h8 чёрный круг · a7 чёрный круг · c7 чёрный крест · f7 чёрный крест · h7 чёрный круг · b6 чёрный крест · g6 чёрный крест · b3 чёрный крест · g3 чёрный крест · a2 чёрный круг · c2 чёрный крест · f2 чёрный крест · h2 чёрный круг · a1 чёрный круг · b1 чёрный круг · g1 чёрный круг · h1 чёрный круг | a8 чёрный круг · b8 чёрный круг · g8 чёрный круг · h8 чёрный круг · a7 чёрный круг · c7 чёрный крест · f7 чёрный крест · h7 чёрный круг · b6 чёрный крест · g6 чёрный крест · b3 чёрный крест · g3 чёрный крест · a2 чёрный круг · c2 чёрный крест · f2 чёрный крест · h2 чёрный круг · a1 чёрный круг · b1 чёрный круг · g1 чёрный круг · h1 чёрный круг | a8 чёрный круг · b8 чёрный круг · g8 чёрный круг · h8 чёрный круг · a7 чёрный круг · c7 чёрный крест · f7 чёрный крест · h7 чёрный круг · b6 чёрный крест · g6 чёрный крест · b3 чёрный крест · g3 чёрный крест · a2 чёрный круг · c2 чёрный крест · f2 чёрный крест · h2 чёрный круг · a1 чёрный круг · b1 чёрный круг · g1 чёрный круг · h1 чёрный круг | a8 чёрный круг · b8 чёрный круг · g8 чёрный круг · h8 чёрный круг · a7 чёрный круг · c7 чёрный крест · f7 чёрный крест · h7 чёрный круг · b6 чёрный крест · g6 чёрный крест · b3 чёрный крест · g3 чёрный крест · a2 чёрный круг · c2 чёрный крест · f2 чёрный крест · h2 чёрный круг · a1 чёрный круг · b1 чёрный круг · g1 чёрный круг · h1 чёрный круг | a8 чёрный круг · b8 чёрный круг · g8 чёрный круг · h8 чёрный круг · a7 чёрный круг · c7 чёрный крест · f7 чёрный крест · h7 чёрный круг · b6 чёрный крест · g6 чёрный крест · b3 чёрный крест · g3 чёрный крест · a2 чёрный круг · c2 чёрный крест · f2 чёрный крест · h2 чёрный круг · a1 чёрный круг · b1 чёрный круг · g1 чёрный круг · h1 чёрный круг | a8 чёрный круг · b8 чёрный круг · g8 чёрный круг · h8 чёрный круг · a7 чёрный круг · c7 чёрный крест · f7 чёрный крест · h7 чёрный круг · b6 чёрный крест · g6 чёрный крест · b3 чёрный крест · g3 чёрный крест · a2 чёрный круг · c2 чёрный крест · f2 чёрный крест · h2 чёрный круг · a1 чёрный круг · b1 чёрный круг · g1 чёрный круг · h1 чёрный круг | 7 |
| 6 | a8 чёрный круг · b8 чёрный круг · g8 чёрный круг · h8 чёрный круг · a7 чёрный круг · c7 чёрный крест · f7 чёрный крест · h7 чёрный круг · b6 чёрный крест · g6 чёрный крест · b3 чёрный крест · g3 чёрный крест · a2 чёрный круг · c2 чёрный крест · f2 чёрный крест · h2 чёрный круг · a1 чёрный круг · b1 чёрный круг · g1 чёрный круг · h1 чёрный круг | a8 чёрный круг · b8 чёрный круг · g8 чёрный круг · h8 чёрный круг · a7 чёрный круг · c7 чёрный крест · f7 чёрный крест · h7 чёрный круг · b6 чёрный крест · g6 чёрный крест · b3 чёрный крест · g3 чёрный крест · a2 чёрный круг · c2 чёрный крест · f2 чёрный крест · h2 чёрный круг · a1 чёрный круг · b1 чёрный круг · g1 чёрный круг · h1 чёрный круг | a8 чёрный круг · b8 чёрный круг · g8 чёрный круг · h8 чёрный круг · a7 чёрный круг · c7 чёрный крест · f7 чёрный крест · h7 чёрный круг · b6 чёрный крест · g6 чёрный крест · b3 чёрный крест · g3 чёрный крест · a2 чёрный круг · c2 чёрный крест · f2 чёрный крест · h2 чёрный круг · a1 чёрный круг · b1 чёрный круг · g1 чёрный круг · h1 чёрный круг | a8 чёрный круг · b8 чёрный круг · g8 чёрный круг · h8 чёрный круг · a7 чёрный круг · c7 чёрный крест · f7 чёрный крест · h7 чёрный круг · b6 чёрный крест · g6 чёрный крест · b3 чёрный крест · g3 чёрный крест · a2 чёрный круг · c2 чёрный крест · f2 чёрный крест · h2 чёрный круг · a1 чёрный круг · b1 чёрный круг · g1 чёрный круг · h1 чёрный круг | a8 чёрный круг · b8 чёрный круг · g8 чёрный круг · h8 чёрный круг · a7 чёрный круг · c7 чёрный крест · f7 чёрный крест · h7 чёрный круг · b6 чёрный крест · g6 чёрный крест · b3 чёрный крест · g3 чёрный крест · a2 чёрный круг · c2 чёрный крест · f2 чёрный крест · h2 чёрный круг · a1 чёрный круг · b1 чёрный круг · g1 чёрный круг · h1 чёрный круг | a8 чёрный круг · b8 чёрный круг · g8 чёрный круг · h8 чёрный круг · a7 чёрный круг · c7 чёрный крест · f7 чёрный крест · h7 чёрный круг · b6 чёрный крест · g6 чёрный крест · b3 чёрный крест · g3 чёрный крест · a2 чёрный круг · c2 чёрный крест · f2 чёрный крест · h2 чёрный круг · a1 чёрный круг · b1 чёрный круг · g1 чёрный круг · h1 чёрный круг | a8 чёрный круг · b8 чёрный круг · g8 чёрный круг · h8 чёрный круг · a7 чёрный круг · c7 чёрный крест · f7 чёрный крест · h7 чёрный круг · b6 чёрный крест · g6 чёрный крест · b3 чёрный крест · g3 чёрный крест · a2 чёрный круг · c2 чёрный крест · f2 чёрный крест · h2 чёрный круг · a1 чёрный круг · b1 чёрный круг · g1 чёрный круг · h1 чёрный круг | a8 чёрный круг · b8 чёрный круг · g8 чёрный круг · h8 чёрный круг · a7 чёрный круг · c7 чёрный крест · f7 чёрный крест · h7 чёрный круг · b6 чёрный крест · g6 чёрный крест · b3 чёрный крест · g3 чёрный крест · a2 чёрный круг · c2 чёрный крест · f2 чёрный крест · h2 чёрный круг · a1 чёрный круг · b1 чёрный круг · g1 чёрный круг · h1 чёрный круг | 6 |
| 5 | a8 чёрный круг · b8 чёрный круг · g8 чёрный круг · h8 чёрный круг · a7 чёрный круг · c7 чёрный крест · f7 чёрный крест · h7 чёрный круг · b6 чёрный крест · g6 чёрный крест · b3 чёрный крест · g3 чёрный крест · a2 чёрный круг · c2 чёрный крест · f2 чёрный крест · h2 чёрный круг · a1 чёрный круг · b1 чёрный круг · g1 чёрный круг · h1 чёрный круг | a8 чёрный круг · b8 чёрный круг · g8 чёрный круг · h8 чёрный круг · a7 чёрный круг · c7 чёрный крест · f7 чёрный крест · h7 чёрный круг · b6 чёрный крест · g6 чёрный крест · b3 чёрный крест · g3 чёрный крест · a2 чёрный круг · c2 чёрный крест · f2 чёрный крест · h2 чёрный круг · a1 чёрный круг · b1 чёрный круг · g1 чёрный круг · h1 чёрный круг | a8 чёрный круг · b8 чёрный круг · g8 чёрный круг · h8 чёрный круг · a7 чёрный круг · c7 чёрный крест · f7 чёрный крест · h7 чёрный круг · b6 чёрный крест · g6 чёрный крест · b3 чёрный крест · g3 чёрный крест · a2 чёрный круг · c2 чёрный крест · f2 чёрный крест · h2 чёрный круг · a1 чёрный круг · b1 чёрный круг · g1 чёрный круг · h1 чёрный круг | a8 чёрный круг · b8 чёрный круг · g8 чёрный круг · h8 чёрный круг · a7 чёрный круг · c7 чёрный крест · f7 чёрный крест · h7 чёрный круг · b6 чёрный крест · g6 чёрный крест · b3 чёрный крест · g3 чёрный крест · a2 чёрный круг · c2 чёрный крест · f2 чёрный крест · h2 чёрный круг · a1 чёрный круг · b1 чёрный круг · g1 чёрный круг · h1 чёрный круг | a8 чёрный круг · b8 чёрный круг · g8 чёрный круг · h8 чёрный круг · a7 чёрный круг · c7 чёрный крест · f7 чёрный крест · h7 чёрный круг · b6 чёрный крест · g6 чёрный крест · b3 чёрный крест · g3 чёрный крест · a2 чёрный круг · c2 чёрный крест · f2 чёрный крест · h2 чёрный круг · a1 чёрный круг · b1 чёрный круг · g1 чёрный круг · h1 чёрный круг | a8 чёрный круг · b8 чёрный круг · g8 чёрный круг · h8 чёрный круг · a7 чёрный круг · c7 чёрный крест · f7 чёрный крест · h7 чёрный круг · b6 чёрный крест · g6 чёрный крест · b3 чёрный крест · g3 чёрный крест · a2 чёрный круг · c2 чёрный крест · f2 чёрный крест · h2 чёрный круг · a1 чёрный круг · b1 чёрный круг · g1 чёрный круг · h1 чёрный круг | a8 чёрный круг · b8 чёрный круг · g8 чёрный круг · h8 чёрный круг · a7 чёрный круг · c7 чёрный крест · f7 чёрный крест · h7 чёрный круг · b6 чёрный крест · g6 чёрный крест · b3 чёрный крест · g3 чёрный крест · a2 чёрный круг · c2 чёрный крест · f2 чёрный крест · h2 чёрный круг · a1 чёрный круг · b1 чёрный круг · g1 чёрный круг · h1 чёрный круг | a8 чёрный круг · b8 чёрный круг · g8 чёрный круг · h8 чёрный круг · a7 чёрный круг · c7 чёрный крест · f7 чёрный крест · h7 чёрный круг · b6 чёрный крест · g6 чёрный крест · b3 чёрный крест · g3 чёрный крест · a2 чёрный круг · c2 чёрный крест · f2 чёрный крест · h2 чёрный круг · a1 чёрный круг · b1 чёрный круг · g1 чёрный круг · h1 чёрный круг | 5 |
| 4 | a8 чёрный круг · b8 чёрный круг · g8 чёрный круг · h8 чёрный круг · a7 чёрный круг · c7 чёрный крест · f7 чёрный крест · h7 чёрный круг · b6 чёрный крест · g6 чёрный крест · b3 чёрный крест · g3 чёрный крест · a2 чёрный круг · c2 чёрный крест · f2 чёрный крест · h2 чёрный круг · a1 чёрный круг · b1 чёрный круг · g1 чёрный круг · h1 чёрный круг | a8 чёрный круг · b8 чёрный круг · g8 чёрный круг · h8 чёрный круг · a7 чёрный круг · c7 чёрный крест · f7 чёрный крест · h7 чёрный круг · b6 чёрный крест · g6 чёрный крест · b3 чёрный крест · g3 чёрный крест · a2 чёрный круг · c2 чёрный крест · f2 чёрный крест · h2 чёрный круг · a1 чёрный круг · b1 чёрный круг · g1 чёрный круг · h1 чёрный круг | a8 чёрный круг · b8 чёрный круг · g8 чёрный круг · h8 чёрный круг · a7 чёрный круг · c7 чёрный крест · f7 чёрный крест · h7 чёрный круг · b6 чёрный крест · g6 чёрный крест · b3 чёрный крест · g3 чёрный крест · a2 чёрный круг · c2 чёрный крест · f2 чёрный крест · h2 чёрный круг · a1 чёрный круг · b1 чёрный круг · g1 чёрный круг · h1 чёрный круг | a8 чёрный круг · b8 чёрный круг · g8 чёрный круг · h8 чёрный круг · a7 чёрный круг · c7 чёрный крест · f7 чёрный крест · h7 чёрный круг · b6 чёрный крест · g6 чёрный крест · b3 чёрный крест · g3 чёрный крест · a2 чёрный круг · c2 чёрный крест · f2 чёрный крест · h2 чёрный круг · a1 чёрный круг · b1 чёрный круг · g1 чёрный круг · h1 чёрный круг | a8 чёрный круг · b8 чёрный круг · g8 чёрный круг · h8 чёрный круг · a7 чёрный круг · c7 чёрный крест · f7 чёрный крест · h7 чёрный круг · b6 чёрный крест · g6 чёрный крест · b3 чёрный крест · g3 чёрный крест · a2 чёрный круг · c2 чёрный крест · f2 чёрный крест · h2 чёрный круг · a1 чёрный круг · b1 чёрный круг · g1 чёрный круг · h1 чёрный круг | a8 чёрный круг · b8 чёрный круг · g8 чёрный круг · h8 чёрный круг · a7 чёрный круг · c7 чёрный крест · f7 чёрный крест · h7 чёрный круг · b6 чёрный крест · g6 чёрный крест · b3 чёрный крест · g3 чёрный крест · a2 чёрный круг · c2 чёрный крест · f2 чёрный крест · h2 чёрный круг · a1 чёрный круг · b1 чёрный круг · g1 чёрный круг · h1 чёрный круг | a8 чёрный круг · b8 чёрный круг · g8 чёрный круг · h8 чёрный круг · a7 чёрный круг · c7 чёрный крест · f7 чёрный крест · h7 чёрный круг · b6 чёрный крест · g6 чёрный крест · b3 чёрный крест · g3 чёрный крест · a2 чёрный круг · c2 чёрный крест · f2 чёрный крест · h2 чёрный круг · a1 чёрный круг · b1 чёрный круг · g1 чёрный круг · h1 чёрный круг | a8 чёрный круг · b8 чёрный круг · g8 чёрный круг · h8 чёрный круг · a7 чёрный круг · c7 чёрный крест · f7 чёрный крест · h7 чёрный круг · b6 чёрный крест · g6 чёрный крест · b3 чёрный крест · g3 чёрный крест · a2 чёрный круг · c2 чёрный крест · f2 чёрный крест · h2 чёрный круг · a1 чёрный круг · b1 чёрный круг · g1 чёрный круг · h1 чёрный круг | 4 |
| 3 | a8 чёрный круг · b8 чёрный круг · g8 чёрный круг · h8 чёрный круг · a7 чёрный круг · c7 чёрный крест · f7 чёрный крест · h7 чёрный круг · b6 чёрный крест · g6 чёрный крест · b3 чёрный крест · g3 чёрный крест · a2 чёрный круг · c2 чёрный крест · f2 чёрный крест · h2 чёрный круг · a1 чёрный круг · b1 чёрный круг · g1 чёрный круг · h1 чёрный круг | a8 чёрный круг · b8 чёрный круг · g8 чёрный круг · h8 чёрный круг · a7 чёрный круг · c7 чёрный крест · f7 чёрный крест · h7 чёрный круг · b6 чёрный крест · g6 чёрный крест · b3 чёрный крест · g3 чёрный крест · a2 чёрный круг · c2 чёрный крест · f2 чёрный крест · h2 чёрный круг · a1 чёрный круг · b1 чёрный круг · g1 чёрный круг · h1 чёрный круг | a8 чёрный круг · b8 чёрный круг · g8 чёрный круг · h8 чёрный круг · a7 чёрный круг · c7 чёрный крест · f7 чёрный крест · h7 чёрный круг · b6 чёрный крест · g6 чёрный крест · b3 чёрный крест · g3 чёрный крест · a2 чёрный круг · c2 чёрный крест · f2 чёрный крест · h2 чёрный круг · a1 чёрный круг · b1 чёрный круг · g1 чёрный круг · h1 чёрный круг | a8 чёрный круг · b8 чёрный круг · g8 чёрный круг · h8 чёрный круг · a7 чёрный круг · c7 чёрный крест · f7 чёрный крест · h7 чёрный круг · b6 чёрный крест · g6 чёрный крест · b3 чёрный крест · g3 чёрный крест · a2 чёрный круг · c2 чёрный крест · f2 чёрный крест · h2 чёрный круг · a1 чёрный круг · b1 чёрный круг · g1 чёрный круг · h1 чёрный круг | a8 чёрный круг · b8 чёрный круг · g8 чёрный круг · h8 чёрный круг · a7 чёрный круг · c7 чёрный крест · f7 чёрный крест · h7 чёрный круг · b6 чёрный крест · g6 чёрный крест · b3 чёрный крест · g3 чёрный крест · a2 чёрный круг · c2 чёрный крест · f2 чёрный крест · h2 чёрный круг · a1 чёрный круг · b1 чёрный круг · g1 чёрный круг · h1 чёрный круг | a8 чёрный круг · b8 чёрный круг · g8 чёрный круг · h8 чёрный круг · a7 чёрный круг · c7 чёрный крест · f7 чёрный крест · h7 чёрный круг · b6 чёрный крест · g6 чёрный крест · b3 чёрный крест · g3 чёрный крест · a2 чёрный круг · c2 чёрный крест · f2 чёрный крест · h2 чёрный круг · a1 чёрный круг · b1 чёрный круг · g1 чёрный круг · h1 чёрный круг | a8 чёрный круг · b8 чёрный круг · g8 чёрный круг · h8 чёрный круг · a7 чёрный круг · c7 чёрный крест · f7 чёрный крест · h7 чёрный круг · b6 чёрный крест · g6 чёрный крест · b3 чёрный крест · g3 чёрный крест · a2 чёрный круг · c2 чёрный крест · f2 чёрный крест · h2 чёрный круг · a1 чёрный круг · b1 чёрный круг · g1 чёрный круг · h1 чёрный круг | a8 чёрный круг · b8 чёрный круг · g8 чёрный круг · h8 чёрный круг · a7 чёрный круг · c7 чёрный крест · f7 чёрный крест · h7 чёрный круг · b6 чёрный крест · g6 чёрный крест · b3 чёрный крест · g3 чёрный крест · a2 чёрный круг · c2 чёрный крест · f2 чёрный крест · h2 чёрный круг · a1 чёрный круг · b1 чёрный круг · g1 чёрный круг · h1 чёрный круг | 3 |
| 2 | a8 чёрный круг · b8 чёрный круг · g8 чёрный круг · h8 чёрный круг · a7 чёрный круг · c7 чёрный крест · f7 чёрный крест · h7 чёрный круг · b6 чёрный крест · g6 чёрный крест · b3 чёрный крест · g3 чёрный крест · a2 чёрный круг · c2 чёрный крест · f2 чёрный крест · h2 чёрный круг · a1 чёрный круг · b1 чёрный круг · g1 чёрный круг · h1 чёрный круг | a8 чёрный круг · b8 чёрный круг · g8 чёрный круг · h8 чёрный круг · a7 чёрный круг · c7 чёрный крест · f7 чёрный крест · h7 чёрный круг · b6 чёрный крест · g6 чёрный крест · b3 чёрный крест · g3 чёрный крест · a2 чёрный круг · c2 чёрный крест · f2 чёрный крест · h2 чёрный круг · a1 чёрный круг · b1 чёрный круг · g1 чёрный круг · h1 чёрный круг | a8 чёрный круг · b8 чёрный круг · g8 чёрный круг · h8 чёрный круг · a7 чёрный круг · c7 чёрный крест · f7 чёрный крест · h7 чёрный круг · b6 чёрный крест · g6 чёрный крест · b3 чёрный крест · g3 чёрный крест · a2 чёрный круг · c2 чёрный крест · f2 чёрный крест · h2 чёрный круг · a1 чёрный круг · b1 чёрный круг · g1 чёрный круг · h1 чёрный круг | a8 чёрный круг · b8 чёрный круг · g8 чёрный круг · h8 чёрный круг · a7 чёрный круг · c7 чёрный крест · f7 чёрный крест · h7 чёрный круг · b6 чёрный крест · g6 чёрный крест · b3 чёрный крест · g3 чёрный крест · a2 чёрный круг · c2 чёрный крест · f2 чёрный крест · h2 чёрный круг · a1 чёрный круг · b1 чёрный круг · g1 чёрный круг · h1 чёрный круг | a8 чёрный круг · b8 чёрный круг · g8 чёрный круг · h8 чёрный круг · a7 чёрный круг · c7 чёрный крест · f7 чёрный крест · h7 чёрный круг · b6 чёрный крест · g6 чёрный крест · b3 чёрный крест · g3 чёрный крест · a2 чёрный круг · c2 чёрный крест · f2 чёрный крест · h2 чёрный круг · a1 чёрный круг · b1 чёрный круг · g1 чёрный круг · h1 чёрный круг | a8 чёрный круг · b8 чёрный круг · g8 чёрный круг · h8 чёрный круг · a7 чёрный круг · c7 чёрный крест · f7 чёрный крест · h7 чёрный круг · b6 чёрный крест · g6 чёрный крест · b3 чёрный крест · g3 чёрный крест · a2 чёрный круг · c2 чёрный крест · f2 чёрный крест · h2 чёрный круг · a1 чёрный круг · b1 чёрный круг · g1 чёрный круг · h1 чёрный круг | a8 чёрный круг · b8 чёрный круг · g8 чёрный круг · h8 чёрный круг · a7 чёрный круг · c7 чёрный крест · f7 чёрный крест · h7 чёрный круг · b6 чёрный крест · g6 чёрный крест · b3 чёрный крест · g3 чёрный крест · a2 чёрный круг · c2 чёрный крест · f2 чёрный крест · h2 чёрный круг · a1 чёрный круг · b1 чёрный круг · g1 чёрный круг · h1 чёрный круг | a8 чёрный круг · b8 чёрный круг · g8 чёрный круг · h8 чёрный круг · a7 чёрный круг · c7 чёрный крест · f7 чёрный крест · h7 чёрный круг · b6 чёрный крест · g6 чёрный крест · b3 чёрный крест · g3 чёрный крест · a2 чёрный круг · c2 чёрный крест · f2 чёрный крест · h2 чёрный круг · a1 чёрный круг · b1 чёрный круг · g1 чёрный круг · h1 чёрный круг | 2 |
| 1 | a8 чёрный круг · b8 чёрный круг · g8 чёрный круг · h8 чёрный круг · a7 чёрный круг · c7 чёрный крест · f7 чёрный крест · h7 чёрный круг · b6 чёрный крест · g6 чёрный крест · b3 чёрный крест · g3 чёрный крест · a2 чёрный круг · c2 чёрный крест · f2 чёрный крест · h2 чёрный круг · a1 чёрный круг · b1 чёрный круг · g1 чёрный круг · h1 чёрный круг | a8 чёрный круг · b8 чёрный круг · g8 чёрный круг · h8 чёрный круг · a7 чёрный круг · c7 чёрный крест · f7 чёрный крест · h7 чёрный круг · b6 чёрный крест · g6 чёрный крест · b3 чёрный крест · g3 чёрный крест · a2 чёрный круг · c2 чёрный крест · f2 чёрный крест · h2 чёрный круг · a1 чёрный круг · b1 чёрный круг · g1 чёрный круг · h1 чёрный круг | a8 чёрный круг · b8 чёрный круг · g8 чёрный круг · h8 чёрный круг · a7 чёрный круг · c7 чёрный крест · f7 чёрный крест · h7 чёрный круг · b6 чёрный крест · g6 чёрный крест · b3 чёрный крест · g3 чёрный крест · a2 чёрный круг · c2 чёрный крест · f2 чёрный крест · h2 чёрный круг · a1 чёрный круг · b1 чёрный круг · g1 чёрный круг · h1 чёрный круг | a8 чёрный круг · b8 чёрный круг · g8 чёрный круг · h8 чёрный круг · a7 чёрный круг · c7 чёрный крест · f7 чёрный крест · h7 чёрный круг · b6 чёрный крест · g6 чёрный крест · b3 чёрный крест · g3 чёрный крест · a2 чёрный круг · c2 чёрный крест · f2 чёрный крест · h2 чёрный круг · a1 чёрный круг · b1 чёрный круг · g1 чёрный круг · h1 чёрный круг | a8 чёрный круг · b8 чёрный круг · g8 чёрный круг · h8 чёрный круг · a7 чёрный круг · c7 чёрный крест · f7 чёрный крест · h7 чёрный круг · b6 чёрный крест · g6 чёрный крест · b3 чёрный крест · g3 чёрный крест · a2 чёрный круг · c2 чёрный крест · f2 чёрный крест · h2 чёрный круг · a1 чёрный круг · b1 чёрный круг · g1 чёрный круг · h1 чёрный круг | a8 чёрный круг · b8 чёрный круг · g8 чёрный круг · h8 чёрный круг · a7 чёрный круг · c7 чёрный крест · f7 чёрный крест · h7 чёрный круг · b6 чёрный крест · g6 чёрный крест · b3 чёрный крест · g3 чёрный крест · a2 чёрный круг · c2 чёрный крест · f2 чёрный крест · h2 чёрный круг · a1 чёрный круг · b1 чёрный круг · g1 чёрный круг · h1 чёрный круг | a8 чёрный круг · b8 чёрный круг · g8 чёрный круг · h8 чёрный круг · a7 чёрный круг · c7 чёрный крест · f7 чёрный крест · h7 чёрный круг · b6 чёрный крест · g6 чёрный крест · b3 чёрный крест · g3 чёрный крест · a2 чёрный круг · c2 чёрный крест · f2 чёрный крест · h2 чёрный круг · a1 чёрный круг · b1 чёрный круг · g1 чёрный круг · h1 чёрный круг | a8 чёрный круг · b8 чёрный круг · g8 чёрный круг · h8 чёрный круг · a7 чёрный круг · c7 чёрный крест · f7 чёрный крест · h7 чёрный круг · b6 чёрный крест · g6 чёрный крест · b3 чёрный крест · g3 чёрный крест · a2 чёрный круг · c2 чёрный крест · f2 чёрный крест · h2 чёрный круг · a1 чёрный круг · b1 чёрный круг · g1 чёрный круг · h1 чёрный круг | 1 |
|   | a | b | c | d | e | f | g | h |   |

Чёрная точка — поле, где король слабейшей стороны может быть заматован.
Чтобы поставить мат двумя слонами, необходимо, чтобы были соблюдены следующие условия:
- разнопольность слонов — один из них должен перемещаться по полям белого цвета, а другой — по полям чёрного. Два или более однопольных слонов (появившихся в результате превращения пешек) мат поставить не могут.
- при матовании король сильнейшей стороны находится на расстоянии хода коня от углового поля.
- мат может быть вынужденным[1] только на 12 полях: а1, а2, а7, а8, b1, b8, g1, g8, h1, h2, h7, h8.

## Примеры матов
Типичные заключительные позиции при матовании двумя слонами:
| a8 чёрный король | b8              | c8            | d8            | e8 |
| a7               | b7              | c7            | d7            | e7 |
| a6               | b6 белый король | c6 белый слон | d6 белый слон | e6 |
| a5               | b5              | c5            | d5            | e5 |
| a4               | b4              | c4            | d4            | e4 |

| a8               | b8            | c8              | d8 | e8 |
| a7 чёрный король | b7 белый слон | c7 белый король | d7 | e7 |
| a6               | b6            | c6              | d6 | e6 |
| a5               | b5            | c5 белый слон   | d5 | e5 |
| a4               | b4            | c4              | d4 | e4 |

| a8 чёрный король | b8              | c8            | d8 | e8 |
| a7               | b7 белый слон   | c7 белый слон | d7 | e7 |
| a6               | b6 белый король | c6            | d6 | e6 |
| a5               | b5              | c5            | d5 | e5 |
| a4               | b4              | c4            | d4 | e4 |

| a8 чёрный король | b8 | c8              | d8            | e8 |
| a7               | b7 | c7 белый король | d7            | e7 |
| a6               | b6 | c6              | d6            | e6 |
| a5               | b5 | c5 белый слон   | d5 белый слон | e5 |
| a4               | b4 | c4              | d4            | e4 |

## Патовые позиции
При матовании двумя слонами следует остерегаться патовых позиций. Такая опасность возникает, когда одинокий король оказывается оттеснённым на край доски.
| a8 чёрный король | b8              | c8 | d8            | e8 |
| a7               | b7              | c7 | d7 белый слон | e7 |
| a6               | b6 белый король | c6 | d6 белый слон | e6 |
| a5               | b5              | c5 | d5            | e5 |
| a4               | b4              | c4 | d4            | e4 |

| a8               | b8            | c8              | d8            | e8 |
| a7 чёрный король | b7 белый слон | c7 белый король | d7            | e7 |
| a6               | b6            | c6              | d6 белый слон | e6 |
| a5               | b5            | c5              | d5            | e5 |
| a4               | b4            | c4              | d4            | e4 |

| a8              | b8            | c8 чёрный король | d8 | e8 |
| a7 белый король | b7            | c7               | d7 | e7 |
| a6              | b6 белый слон | c6 белый слон    | d6 | e6 |
| a5              | b5            | c5               | d5 | e5 |
| a4              | b4            | c4               | d4 | e4 |

| a8 | b8 чёрный король | c8              | d8 | e8 |
| a7 | b7 белый слон    | c7              | d7 | e7 |
| a6 | b6 белый слон    | c6 белый король | d6 | e6 |
| a5 | b5               | c5              | d5 | e5 |
| a4 | b4               | c4              | d4 | e4 |